# عبد الباقي القليني
عبد الباقي القليني فقيه مالكي مصري، وهو الرابع في الترتيب بين شيوخ الأزهر الشريف.
ولم تذكر المراجع الموجودة التي تتناول الشيخ القليني سوى نتف قليلة عن حياته وتلاميذه، ولكنها تروي عنه أن طلاب العلم قد وفدوا عليه من كل مكان والتفوا حوله وفي حلقته، وكانوا كثيرين.

## مولده ونشأته
ولد في مدينة قلين، التابعة حالياً لمحافظة كفر الشيخ، وإليها نُسب، ولا يُعرف تاريخ ميلاده لعدم انتظام النواحي الإدارية في ذلك الوقت، وعدم الاهتمام بهذه الأمور. ثم غادر القليني قريته قاصداً القاهرة ليلتحق بالجامع الأزهر، وكان من شيوخه الشيخ البرماوي والشيخ النشرتي (وكلاهما سبقه في مشيخة الأزهر).

## تلاميذه
من أبرز تلاميذ الشيخ القليني الذين ذكرهم الجبرتي الشيخ محمد صلاح البرلسي. وكان القليني يعتني يتوجيه تلاميذه إلى العناية والاهتمام بالكتب القديمة والبحث في أمهات الكتب لاستخراج ما بها من كنوز ومعارف، وكان يساعدهم على فهم ما صعب عليهم فهمه في تلك الكتب، ويملي عليهم الحواشي لإيضاح الغوامض وتبسيط المعقد.

## توليه المشيخة
تولى الشيخ القليني مشيخة الأزهر سنة 1120 هـ/ 1709 م، بعد وفاة شيخه النشرتي، وبعد أن خاض تلاميذه وزملاؤه صراعاً عنيفاً من أجل توليته المنصب. ولم يشترك القليني في هذا الصراع من قريب أو من بعيد لوجوده بعيداً عن القاهرة آنذاك بل اشترك فيه تلاميذه وزملاؤه المقربون الذين كانوا يرون أنه الأحق بولاية هذا المنصب الجليل. وقد ظل الشيخ القليني في هذا المنصب حتى وفاته.

## مؤلفاته
لا تعرف للشيخ القليني أي مصنفات.

## وفاته
لا يعرف على وجه التحديد تاريخ وفاة الشيخ القليني، ولم يرد ذكر بذلك في جميع الكتب التي تناولت ترجمته.